# Anvelopă

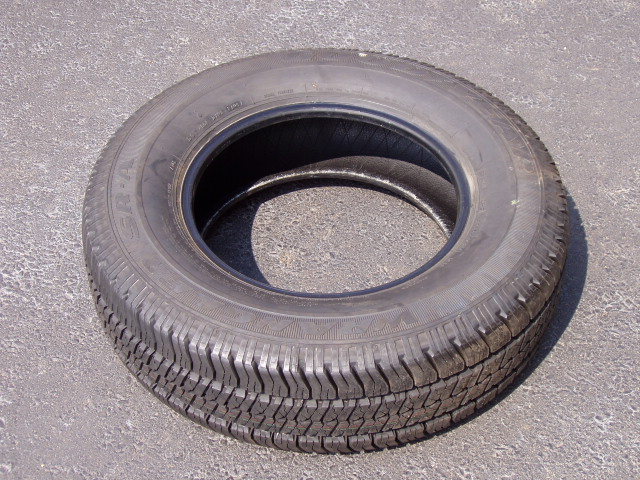
Anvelopă

Anvelopa este o bucată toroidală din cauciuc care este se găsește la roțile de la diferite vehicule și mașini. Este montată pe jantă. Funcția sa principală este de a permite un contact adecvat de aderență și frecare cu pavajul, permițând accelerația, frânarea și conducerea vehiculului. 
Din punct de vedere constructiv există două tipuri de anvelope: radiale și diagonale. Anvelopa radială este standard pentru aproape toate mașinile moderne. 
Anvelopele, după modul de utilizare, sunt clasificate în anvelope de vară, de iarnă sau mixte (all seasons). De asemenea, pot exista anvelope de șosea sau anvelope off road.
Anvelopele trebuie să se potrivească la diverse sisteme  de  suspensie, să răspundă precis la comenzile  direcției, și în același timp  să fie silențioase și durabile. Mai  presus de toate, pentru  ca vehiculul sa ruleze în siguranță, anvelopele trebuie sa facă față forțelor extreme exercitate asupra acestuia – la frânare, accelerare sau în viraje. Aceasta este cu atât mai important atunci când  drumul este ud și alunecos sau acoperit cu  zăpada și gheață.

## Etimologie
Cuvântul pneu este o formă scurtă de îmbrăcăminte, de la ideea că o roată cu o anvelopă este o roată îmbrăcată.
Ziarul Times, din Marea Britanie, încă folosea anvelope până în 1905. Ortografierea anvelopei a început să fie folosită în mod curent în secolul al XIX-lea pentru anvelopele pneumatice din Marea Britanie.

## Istoric
Cele mai vechi pneuri erau benzi de piele, apoi fier (mai târziu oțel), așezat pe roți de lemn folosite la căruțe și care. Anvelopa ar fi încălzită într-un foc de foraj, așezată peste roată și stinsă, determinând metalul să se contracte și să se potrivească bine pe roată. Un muncitor calificat, cunoscut sub numele de roatar, făcea această muncă.
Primul brevet pentru ceea ce pare a fi o anvelopă pneumatică standard a apărut în 1847 depus de inventatorul scoțian Robert William Thomson.

## Producători
Câteva dintre companiile importante care produc anvelope sunt:
- Aeolus Tyre Co., Ltd
- Alliance Tire Company Ltd
- Apollo Tyres Ltd
- Bridgestone
- Continental AG
- Cooper Tires
- Federal Corporation
- Fullrun Tyre
- General Tyre & Rubber Company
- Goodyear Tire and Rubber Company
- Hankook
- Kumho
- Michelin
- Nexen
- Nokian
- Pirelli
- Petlas
- Rosava
- Toyo
- Yokohama

Conform rapoartelor anuale, Michelin e cel mai important producător de anvelope, realizând în anul 2022 vânzări de peste 28 miliarde Euro. 
Poziția secundă este ocupată de Bridgestone. Compania niponă a reușit in 2022 să vândă anvelope în valoare totală de peste 27 miliarde Euro. 

## Vezi și
- Anvelopă de iarnă

## Legături externe
- Materiale media legate de anvelopă la Wikimedia Commons